# Simfonija br. 9 (Betoven)
Simfonija br. 9 ili Deveta simfonija, D-mol, opus 125, je horska simfonija, finalna kompletna simfonija Ludviga van Betovena, komponovana između 1822. i 1824. Prvi put je izvedena u Beču 7. maja 1824. Simfoniju mnogi kritičari i muzikolozi smatraju Betovenovim remek-delom i jednim od vrhunskih dostignuća u istoriji muzike. Kao jedno od najpoznatijih dela u muzici opšte prakse, jedna je od najčešće izvođenih simfonija u svetu.
То је Betovenova najveća i najmonumentalnija simfonija. Betoven ju je komponovao između 1818. i 1823. godine. Koncipirana je u četiri velika stava i ukupnog je trajanja oko 1 sat i 6 minuta. Premijerno je izvedena u „Kertnertor Teatru“ u Beču, 7. maja 1824. godine. To je u pravom smislu te reči rezime i kruna Betovenovog simfonijskog stvaralaštva. Prva tri stava su instrumentalni, dok u finalnom četvrtom stavu, opsežnih dimenzija, Betoven uvodi kvartet vokalnih solista i veliki mešoviti hor, čime je simfonijski oblik revolucionisao za ceo XIX vek. I upravo kako to biva sa velikim muzičkim delima, i Betovenova Deveta nije imala slavnu premijeru. Tek je nekih desetak godina kasnije, mladi Rihard Vagner svojim dirigovanjem ovog dela, jasno ukazao na njegovu istorijsku vrednost. Još jedan podatak danas svedoči o tom istorijskom značaju: centralna horska partija iz finalnog stava, Oda radosti, danas je zvanična himna Evropske Unije.
Godine 2001, Betovenov originalni, rukom pisani rukopis partiture, koji čuva Berlinska državna biblioteka, dodat je na listu Programa za sećanje na svetsku baštinu koju su ustanovile Ujedinjene nacije, postavši tako prva muzička partitura.

## Forma i analiza
Prvi stav je Allegro ma non troppo, un poco maestoso. Polazeći od osnovnog melodijskog jezgra, probija se i obrušava jedna titanska muzička misao. To je glas sudbine. Scena njenog prizivanja se ponavlja, ponovo eskalira i mitski heroj se pojavio u svom obliku, sa motom:Ti možeš biti ili beskrajno srećan ili beskonačno bedan. Posle ove, prve teme nema uobičajene druge, već joj Betoven suprotstavlja, da bi dobio valjan kontrast, čitav niz instrumentalnih motiva. Sve se to u burnom toku razvija i prepliće u razvojnom delu, a nakon reprize, ponavljanje uvodnog burnog motiva kao da kaže: Ti si ipak bedan.
Drugi stav je Molto vivace - Presto. To je skerco. Evo prve promene u odnosu na nasleđenu klasičnu simfoniju: skerco je postao drugi stav! Uobičajena trodelna forma je nešto labavija, a stavom sve vreme dominira igra derviša i senki, u jednom vrlo žustrim melodijskom i ritmičkom pokretu. Poslednji akordi su kao potez slikarske kičice.
Treći stav je Adagio molto e cantabile - Andante moderato - Adagio. Treći stav je sada lagani stav. To je u odnosu na prethodne stavove, veoma melodiozan i pevljiv stav, kao trenutak predaha. Samo, u njegovom drugom delu, fanfare u trubama i orkestru, zloslutno podsećaju na surovu stvarnost. Završni akordi odjekuju prazninom. A onda...
... Iznenada ulazimo u finalno razrešenje. To je četvrti stav, Presto - Allegro assai, Oda radosti. Najpre je to orkestarski uvod. Počinje strahovitim disakordom koji kao da briše sve iza sebe, a iza njegovog ponavljanja slede varijacije na temu Ode radosti, koju je Betoven napisao prema tekstu Fridriha Šilera. Dugo je Betoven tražio najpodesniji način da pesmom i muzikom prikaže veličinu konačne pobede dobra nad zlim. Padali su mu na um i neki naivni usklici (Ne, ne ovo, ja tražim nešto drugo, na primer), ali se konačno opredelio za početni nastup baritona, koji nakon serije varijacija i ponavljanja uvodnog disakorda, nastupa rečima:' 'O prijatelji, ne ove zvuke. Zapevajmo umilnije i radosnije. Ovaj rečitativ baritona prihvataju ostali solisti i hor, te sa orkestrom nastavljaju seriju varijacija na stihove Šilerove Ode. Nakon jednog orkestarskog interludijuma punog strepnje, hor peva centralnu partiju:
Radosti, divna iskro Bogova, Kćeri polja nebeskih, 
Tvojim žarom opijeni stižemo do hrama Tvog, 
Kada tvoja moć izmiri i nestane razdor sav, 
Svi su ljudi opet braća ispod nežnog krila Tvog!.
Serija varijacija se zatim produžava i dovodi do veličanstvene završnice. Svi slave Boga, ljubav i radost. Muzika i orkestracija stava je sva u stilu marševske, mornaričke i vojne muzike. Na kraju, solisti, hor i orkestar kliču: Budite zagrljeni milioni!, čime je Betoven konačno potcrtao idejnu osnovu svog stvaralaštva, najplemenitiji uzor i ideal čovečanstva: Prevazilaženje svih raskola i približavanje naroda sveta. Ovaj stav nema ni prave kulminacije ni kraja, nakon Budite zagrljeni, instrumentalna koda u žustrom Prestu, kao da prekida muzički razvoj, jedan pravi perpetuum mobile na temu radosti.
Betovenova Deveta Simfonija redovno je prisutna na programima koncerata svuda u svetu. Po pravilu se izvodi kao celovečernje delo, ali dirigenti prema potrebi, mogućnostima, prilikama i ukusu, mogu delo izvoditi i kao finalno na konkretnom simfonijskom koncertu. Gotovo svaki dirigent obavezno u svojoj umetničkoj biografiji ima i po nekoliko velikih izvođenja ovog moćnog dela. U svečanijim i prazničnim prilikama, ova se Simfonija gotovo redovno izvodi. Na njenim dostignućima, napajali su se i kasniji veliki simfoničari, kao što su bili Berlioz, List, Maler, Skrjabin i Šostakovič.

## Literatura
- Buch, Esteban. Beethoven's Ninth: A Political History. Превод: Richard Miller. University Of Chicago Press. ISBN 978-0-226-07824-3. Архивирано из оригинала 08. 06. 2008. г. Приступљено 19. 09. 2017.
- Parsons, James, "Deine Zauber binden wieder: Beethoven, Schiller, and the Joyous Reconciliation of Opposites" ("Your magic binds again"), Beethoven Forum (2002) 9/1, 1–53.
- Rasmussen, Michelle, "All Men Become Brothers: The Decades-Long Struggle for Beethoven's Ninth Symphony", The Schiller Institute, June, 2015.
- Taruskin, Richard, „Resisting the Ninth”. Text and Act: Essays on Music and Performance. Oxford University Press. 1995. .
- Cook, Nicholas (1993). Beethoven: Symphony No. 9. Cambridge Music Handbooks. Cambridge: Cambridge University Press. ISBN 0-521-39039-7.
- Cook, Nicholas (1993b). „2. Early impressions”. Beethoven: Symphony No. 9. Cambridge Music Handbooks. Cambridge: Cambridge University Press. стр. 26—47. ISBN 978-0-521-39924-1. doi:10.1017/cbo9780511611612.003.
- Hopkins, Antony (1981). The Nine Symphonies of Beethoven. London: Heinemann.
- Symphony No. 9, Op. 125: Песме на сајту IMSLP (језик: енглески)
- Шаблон:Cantorion
- Levy, David Benjamin (2003). Beethoven: the Ninth Symphony (revised изд.). Yale University Press.
- Makell, Talli (2002). „Ludwig van Beethoven”.  Ур.: Alexander J. Morin. Classical Music: The Listener's Companion. San Francisco: Backbeat Books.
- Matthews, David (1980). Michael Tippett: An Introductory Study. London: Faber.
- Noorduin, Marten (2021-05-17). „The metronome marks for Beethoven's Ninth Symphony in context”. Early Music. 49: 129—145. ISSN 0306-1078. doi:10.1093/em/caab005 .
- Sachs, Harvey (2010). The Ninth: Beethoven and the World in 1824. Faber and Faber (Review by Philip Hensher, The Daily Telegraph (London), 5 July 2010).
- Wegner, Sascha (2018). Symphonien aus dem Geiste der Vokalmusik : Zur Finalgestaltung in der Symphonik im 18. und frühen 19. Jahrhundert. Stuttgart: J.. B. Metzler.

## Spoljašnje veze
- Symphony No. 9: Песме на сајту IMSLP (језик: енглески)
- Symphony No. 9 is available in PDF format created from MuseData.

Analize
- Hinton, Stephen (leto 1998). „Not Which Tones? The Crux of Beethoven's Ninth”. 19th-Century Music. 22 (1): 61—77. JSTOR 746792. doi:10.1525/ncm.1998.22.1.02a00040.

Audio
Video
- Furtwängler on 19 March 1942 на веб-сајту
- 1st mvt. на веб-сајту , 2nd mvt. на веб-сајту , 3rd mvt. на веб-сајту , 4th mvt. на веб-сајту
- Beethoven 9th на веб-сајту
- Beethoven 9th – fourth movement на веб-сајту
- Beethoven 9th – fourth movement, pt. 1 на веб-сајту , Beethoven 9th – fourth movement, pt. 2 на веб-сајту

Drugi material